# برادلى رايت فيلبس
برادلى رايت فيلبس (بالإنجليزية: Bradley Wright-Phillips)‏ (12 مارس 1985 المملكة المتحدة - ) هو لاعب كرة قدم بريطاني، يلعب كمهاجم.

## وصلات خارجية
برادلى رايت فيلبس على موقع الدوري الأمريكي (الإنجليزية)
- برادلى رايت فيلبس على موقع قاعدة بيانات كرة القدم.إي يو (الإنجليزية)
- برادلى رايت فيلبس على موقع Soccerbase.com (لاعب) (الإنجليزية)
- برادلى رايت فيلبس على موقع Soccerway.com (الإنجليزية)
- برادلى رايت فيلبس على موقع عالم كرة القدم.نت (الإنجليزية)
- برادلى رايت فيلبس على موقع AS.com (الإسبانية)